# روواچکو تربالیوو
روواچکو تربالیوو (به لاتین: Rovačko Trebaljevo) یک منطقهٔ مسکونی در مونته‌نگرو است که در شهرداری کولاشین واقع شده‌است. روواچکو تربالیوو ۲۰۸ نفر جمعیت دارد.